# Ludovic Bernard
Ludovic Bernard est un réalisateur français, né le 22 avril 1970.

## Biographie
Ludovic Bernard a longtemps travaillé comme assistant réalisateur, notamment avec Luc Besson, Barry Sonnenfeld et McG, avant de passer à la réalisation.

## Filmographie

### Réalisateur
- 2017 : L'Ascension
- 2017 : Mission Pays basque
- 2018 : Au bout des doigts
- 2020 : 10 jours sans maman
- 2021-2022 : Lupin (série Netflix)
- 2023 : 10 jours encore sans maman
- 2024 : Ici et là-bas

### Assistant réalisateur
- 1999 : Peau neuve de Émilie Deleuze
- 1999 : La vie ne me fait pas peur de Noémie Lvovsky
- 2000 : À la verticale de l'été de  Tran Anh Hung
- 2001 : Gamer de Patrick Levy
- 2002 : La Guerre à Paris de Yolande Zauberman
- 2003 : Moi César, 10 ans ½, 1m39 de Richard Berry
- 2003 : Snowboarder d'Olias Barco
- 2004 : Arsène Lupin de Jean-Paul Salomé
- 2004 : La Boîte noire de Richard Berry
- 2005 : L'Anniversaire de Diane Kurys
- 2005 : Brice de Nice de James Huth
- 2007 : Pur Week-end d'Olivier Doran
- 2008 : L'Instinct de mort de Jean-François Richet
- 2008 : L'Ennemi public n° 1, de Jean-François Richet
- 2009 : L'Immortel de Richard Berry
- 2010 : Les Petits Mouchoirs, de Guillaume Canet
- 2010 : Le Siffleur de Philippe Lefebvre
- 2011 : The Lady de Luc Besson
- 2012 : Taken 2 d'Olivier Megaton
- 2013 : Malavita de Luc Besson
- 2014 : Taken 3 d'Olivier Megaton
- 2014 : Lucy de Luc Besson
- 2016 : Les Neuf vies de Mr. Fuzzypants de Barry Sonnenfeld